# 労働シオニズム
労働シオニズム（ろうどうしおにずむ、Labor Zionism、Labour Zionism、ヘブライ語:ציונות סוציאליסטית）とは、シオニズム運動左派において主流派を形成する政治思想。東中欧で行われてきたユダヤ系労働運動のうち、シオニズム部門を自認しており、相当数のユダヤ人を擁する殆どの国々において、地域支部の展開が見られた。
ただし、テオドール・ヘルツルやハイム・ヴァイツマンらをイデオローグとする政治的シオニズムとは異なり、ユダヤ人国家は国際社会なりイギリスやドイツ、オスマン帝国なりといった大国に訴えるだけでは成立しないと主張。寧ろユダヤ人労働者階級がパレスチナに入植し、農村部のキブツやモシャヴと都市部のユダヤ人プロレタリアートとで、進歩主義的な社会を創り上げる事によってのみ可能と考えたのである。
1930年代までには、国際的にもイギリス委任統治領パレスチナにおいても規模、影響力の面で、政治的シオニズムを凌駕してゆく。なおイギリス委任統治領パレスチナは当時、労働シオニストが独立前のユダヤ人共同体であるイシューブ、就中労働組合の連合体であるヒスタドルートの多くを支配下に置いていた。
1948年に発生した第一次中東戦争では中心的な役割を果たし、同年のイスラエル建国以後数10年にわたり、イスラエル国防軍を指揮する上で支配権を確立。主唱者としては、モーゼス・ヘスやダヴィド・ベン＝グリオン、ゴルダ・メイアらが挙げられる。

## 思想
モーゼス・ヘスが1862年に著した『ローマとエルサレム 最後の民族問題』の中で、民族問題を解決する手段として、ユダヤ人によるパレスチナへの入植を提起。ユダヤ人が非生産的な商人よりは寧ろ、生産的かつ重層的な社会を占めるであろうという点において、ユダヤ人共同体を真の国家に変える「土の救済」を通じて、農本主義に基づく社会主義国家建設を目指した。
ヘスの系譜を引くベル・ボロチョフは、ユダヤ人社会の「逆ピラミッド状態」を修正する社会主義社会を提唱。ユダヤ人は異教徒との敵対や競争を通じて、通常の職業から排除されたとしており、この論理をもって、労働者よりは専門職が比較的支配的である理由を説明したのである。ユダヤ人社会は逆ピラミッドが正されない限り健全ではなく、ユダヤ人の大多数は再度労働者や小作人となるべしと論じた。また、これはユダヤ人が自らの国を持ってこそ可能とも述べている。
一方、A・D・ゴードンはヨーロッパのロマン主義的ナショナリズムの影響を受け、ユダヤ人農民による社会建設を主張。
ゴードンやボロチョフらの理論的支柱もあり、1909年（テルアビブが建設された年でもある）ガリラヤ湖南岸に初のキブツであるデガニアが建設される事となる。共同社会の建設によって、これら碩学の構想を実現せんとしたデガニアを始めとするキブツには、ヨーロッパ系ユダヤ人が断続的に流入、農業やその他手仕事を習得してゆく。
ジョセフ・トランペルダーは、パレスチナにおける初期労働シオニズム運動の代表的人物の1人とされる。ユダヤ人先駆者が誰であるのか議論する際、次のように述べている。
先駆者とは誰なのか?労働者だけ?否!その定義とする所は余りにも幅広い。先駆者は労働者に違い無いが、それだけでは無い。我々は「全て」、つまりイスラエルの土地が必要とする物全てを担う人々を必要としているのである。労働者には労働に興味があり、兵士には団結心があり、医師や技術者には特殊な性向があるというように。民族国家が必要とする物全てを築き得る鉄を、人に喩えても良かろう。車輪が必要?ここに私がいるではないか。釘やプロペラ、滑車は?私を持って行けば良い。土を耕す人間が要る?準備なら出来ている。兵士は?私の事だ。警察、医者、弁護士、芸術家、教師、水運びは?ここに私がいる。私には形が無い。心が無い。個人的な感情も、名前も無い。ただシオンの従僕なのである。全ての事をする準備は出来ているが、何かをするための準備は出来ていない。ただ1つ、創造という目的があるだけだ。
無政府共産主義シオニストでもあったトランペルダーは、1920年上ガリラヤのテルハイに生まれる。ユダヤ人による自己防衛の象徴となり、最期の言葉とされる「気にするな、我々の国のために死ぬのは良い事だ」（En davar, tov lamut be'ad artzenu、אין דבר, טוב למות בעד ארצנו）は、国家樹立以前のシオニズム運動や、1950年代から1960年代にかけてのイスラエルで流行語となった。
アルバート・アインシュタインは労働シオニズムの支持者で、ユダヤ人とアラブ人との共存共栄に尽力した事でも知られる。フレッド・ジェロームは『アインシュタインのイスラエルとシオニズム 中東に関する挑発的な考え』の中で、アインシュタインがユダヤ人の故郷という考えを支持する文化的シオニストではあったが、パレスチナにユダヤ人国家を樹立する事には反対であったとしている。代わりに「二民族国家」を好んだという。
しかしながら、アミ・イッセロフは「アインシュタインはシオニストだったか」という論説の中で、イスラエルに反対していない上「我々の夢が実現した」とまで述べたとしている。1948年5月にハリー・S・トルーマン大統領がイスラエルを承認した際も、独立後の状況を踏まえ、人身保護の名の下に従前の平和主義を放棄。
1948年11月に行われた大統領選挙では、元副大統領のヘンリー・A・ウォレスが属する進歩党を支持。同党はソ連に親和的な外交政策を支持していたが、ソ連と同様イスラエルを強く支援。なお、ウォレスは敗北を喫し、勝利した州は無い。

## 政党
第二次アリーヤー（1904年 - 1914年）期のパレスチナ移民が設立した政党としては、平和主義や反軍国主義を標榜するハポエル・ハツァイル党（青年労働者党とも）とマルクス主義系のポアル・シオン党の2つがある。
ポアル・シオン党は当初左右両派を包含していたが、1919年にベン＝グリオンら右派がアフダート・ハアヴォダを結成。1930年にはアフダート・ハアヴォダとハポエル・ハツァイルがマパイ党へ合流、これにより同党は労働シオニズムの主流派全てを含む事となる。これらの政党は1960年代まで、第二次アリーヤー時代の人士が支配的であった。マパイ党はその後、イスラエル労働党となる。
なお、ポアル・シオン党左派はキブツを地盤とするハショメル・ハツァイルや社会主義同盟の他、左派グループを糾合しマパム党を結成する事となる。マパム党はその後、他党と共にメレツを結党。

## 衰退と変容
労働運動は1920年代には既に、社会主義の源流を無視しており、建設的な行動を通じた国家樹立に専念。とは言えツァホールによると、運動の指導者は「基本的イデオロギー的諸原理を捨て切れなかった」という。しかしながら、ゼエヴ・シュテルンヘルの著書『イスラエル建国神話』によると、労働運動の指導者は1920年までには既に社会主義の諸原理を放棄し、「（組合員を）動員する」ための方便として用いたとされる。
1967年に第三次中東戦争が発生して以後、卓越した労働シオニストの中には、グレーター・イスラエルに賛同し、イスラエル政府に戦争中占領した全地域を保持し入植させるよう求めた者がいた。
この運動において左翼ナショナリズムと関係が深い人物としては、ラチェル・ヤナイト・ ベン=ツヴィやイツハク・タベンキン、ツィヴィア・ルベトキン、エリエゼル・リヴネー、モーシェ・シャミール、ツェヴ・ヴィルナイ、シュムエル・アグノン、イッセル・ハレル、ダン・トルコフスキー及びアヴラハム・ヨッフェがいる。
1969年のクネセト選挙では「イスラエルの土地のためのリスト」から立候補したが、議席獲得に必要な得票率は得られなかった。1973年のクネセト選挙を前にリクードに参加、39議席を獲得。1976年には国家リストと独立中道（自由中道からの離脱者が結成）に合流し、ラアムを結成する事となる。ラアムは1984年にへルートと合併するまで、リクード内の1派閥に留まった。
一方、イスラエル労働党で主流を占めるようになった労働シオニストは、第三次中東戦争中に獲得した領域を放棄するよう強く求めている。1993年のオスロ合意調印までには、これがイツハク・ラビン政権下における労働党の中心的な政策となった。
現在労働シオニズムと他のシオニズム潮流とを区別するのは、資本主義の分析に代表的な経済政策ではなく、程度の差こそあれ、イスラエルとパレスチナとの和平プロセスに対する態度である。イスラエルの国境や外交政策へのこうした態度は、ここ数10年でグレーター・イスラエルを支持する社会主義的シオニストが肩身の狭い思いを余儀無くされる程度にまで、労働シオニスト組織を支配する事となる。
イスラエルでは、労働党がイギリス労働党のような社会民主主義政党の常道を踏襲しているが、アミール・ペレツ党首の下で福祉国家の再認識が進んでいるとは言え、現在では資本主義や新自由主義さえ全面的に肯定。
イスラエル労働党やその前身は皮肉にも、1977年のベギン革命以来、労働者階級が伝統的にリクードに投票している一方で、支配階級や政治的エリートを代表する存在として、イスラエル社会に受け入れられているのが興味深い。

## 現在の労働シオニズム
エルサレムに本部を置く世界労働シオニズム運動は、アメリカ合衆国やオーストラリアのアメイヌ、イギリスのユダヤ人労働運動などのように、世界中の国々と提携。青年組織としては、ハボニム・ドロルやハショメル・ハツァイルのようなシオニスト青年運動の他、合衆国やカナダには進歩的シオニスト同盟のような活動家グループが存在する。
イスラエルではイスラエル平和キャンプとほぼ同義とされる。また、政治、教育機関の活動家は大抵アラブ人国家の建設をも支持し、必ずしも社会主義経済に固執している訳ではない。